# Fay Holderness
Fay Holderness (de soltera MacMurray; 16 de abril de 1881-13 de mayo de 1963) fue una actriz y artista de vodevil estadounidense.
                                                                                                                           

## Familia
Fay Holderness nació como Fay MacMurray en Oconto, Wisconsin, hija de Thomas James MacMurray y Mary E. MacMurray (de soltera Barnes). Su padre era un prominente organista y su hermano, Frederick MacMurray, era un violinista y compositor, también padre del actor Fred MacMurray.
La familia se mudó a Wisconsin a finales de la década de 1880 y vivieron en Ohio, Míchigan y después en Illinois.

## Carrera
Holderness actuó en una producción de vodevil en Olean, Nueva York en 1920, en una presentación de The Village Four. Actuó en producciones de películas mudas desde 1917. En 1919 Holderness estaba en el elenco de Corazones del mundo, dirigida por D. W. Griffith. La película se rodó en exteriores en Francia durante un período de dieciocho meses. Otros actores que actuaron en la película fueron Lillian Gish, Dorothy Gish, Kate Bruce y George Fawcett.
Holderness estuvo en el elenco de Dick Turpin (1925). Una película qué cuenta una historia de romance y aventura que se desarrolla en Inglaterra. La película contó con Tom Mix, Philo McCullough, y Alan Hale, Sr.
Apareció en muchos cortos de comedia, sobre todo con Laurel y Hardy, interpretó a Mrs. Laurel en Their Purple Moment (1928), y Mrs. Hardy en Hog Wild (1930). También actuó con W. C. Fields en The Barber Shop (1933) y The Bank Dick (1940). Su carrera continuó hasta finales de la década de 1930 y en los comienzos de la era del cine sonoro. Los últimos créditos en pantalla de Holderness fueron en Share The Wealth (1936) y Just Speeding (1936). Sus papeles no acreditados llevan su carrera a la década de 1940. Entre estos se encuentran partes en The Pride of the Yankees (1942) y The Mummy's Ghost (1944).

## Vida personal
En 1912, se casó con Francis C. Holderness en Detroit.
Después se casó con Edmund Ayars Leeds (1892–1954) el 25 de agosto de 1923. Fay Holderness murió en 1963 en el Pacific Convalarium en Santa Mónica (California), a los 82 años, de una enfermedad cardiovascular arterioesclerótica. Está enterrada en el Forest Lawn Memorial Park en Los Ángeles.[cita requerida]

## Filmografía
- Bright and Early (1918)
- Playmates (1918)
- Hello Trouble (1918)
- The Secret Garden (1919)
- Maggie Pepper (1919)
- Men, Women, and Money (1919)
- Blind Husbands (1919)
- Distilled Love (1920)
- The Flaming Disc (1920)
- The Last Man on Earth (1924)
- Dick Turpin (1925)
- Should Sailors Marry? (1925)
- One Wild Ride (1925)
- Baby Clothes (1926)
- Ten Years Old (1927)
- Should Men Walk Home? (1927) (Sin acreditar)
- Call of the Cuckoo (1927)
- Their Purple Moment (1928)
- Lonesome (1928)
- Bear Shooters (1930)
- Hog Wild (1930)
- The Barber Shop (1933) (Sin acreditar)
- The Bank Dick (1940) (Sin acreditar)
- The Pride of the Yankees (1942) (Sin acreditar)
- The Mummy's Ghost (1944) (Sin acreditar)